# Стараховицкий повет
Стараховицкий повет (пол. Powiat starachowicki) — повет (район) в Польше, входит как административная единица в Свентокшиское воеводство. Центр повета — город Стараховице. Занимает площадь 523,27 км². Население — 92 177 человек (на 30 июня 2015 года).

## Административное деление
- города: Стараховице, Вонхоцк
- городские гмины: Стараховице
- городско-сельские гмины: Гмина Вонхоцк
- сельские гмины: Гмина Броды, Гмина Мижец, Гмина Павлув

## Демография
Население повета дано на 30 июня 2015 года.

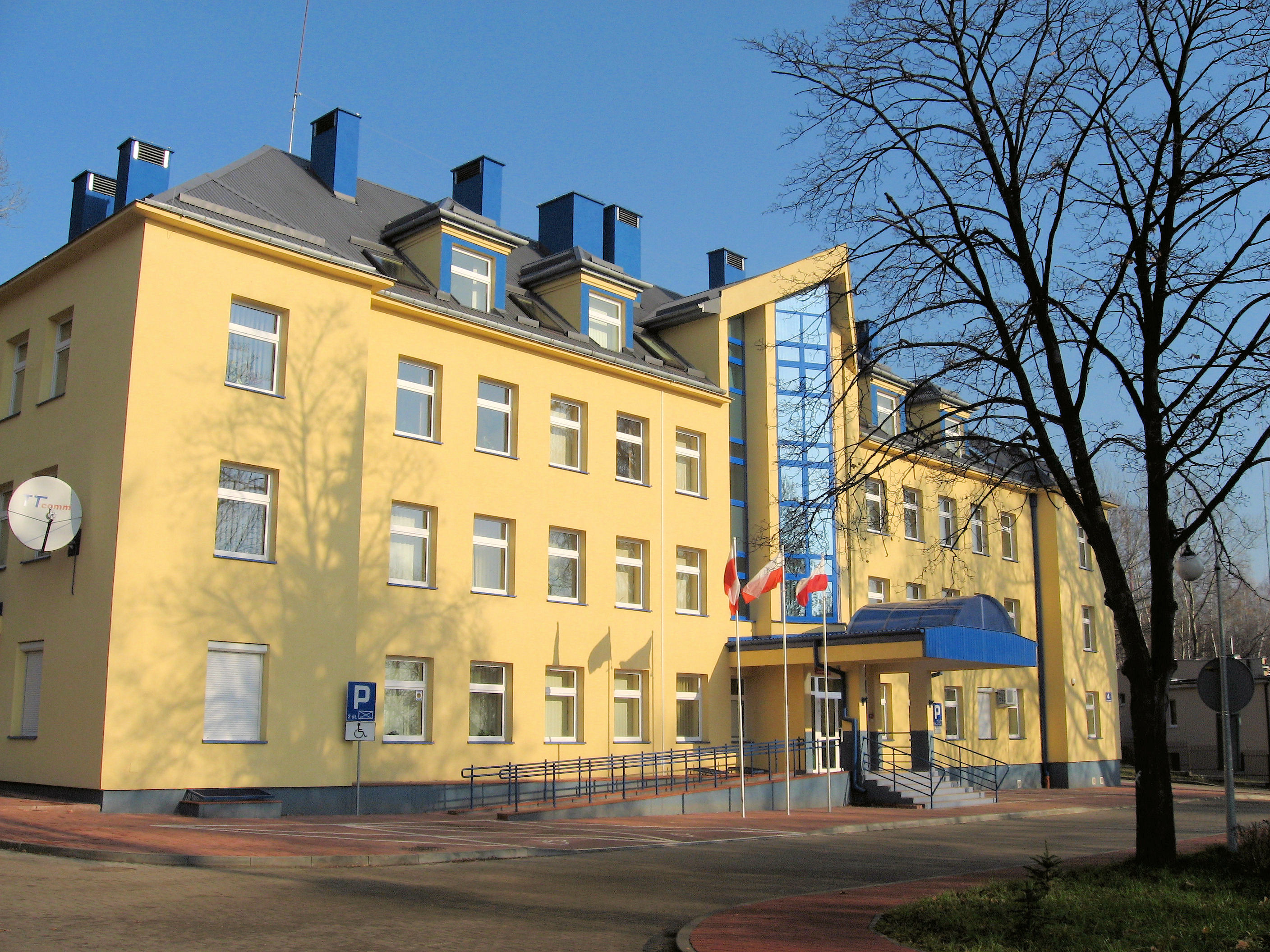
Управление

| Перепись            | Всего  | Мужчины | Женщины |
| ------------------- | ------ | ------- | ------- |
|                     | чел.   | чел.    | чел.    |
| Всего               | 92 177 | 44 701  | 47 476  |
| Городское население | 53 276 | 25 406  | 27 870  |
| Сельское население  | 38 901 | 19 295  | 19 606  |